# Abraham van Freising

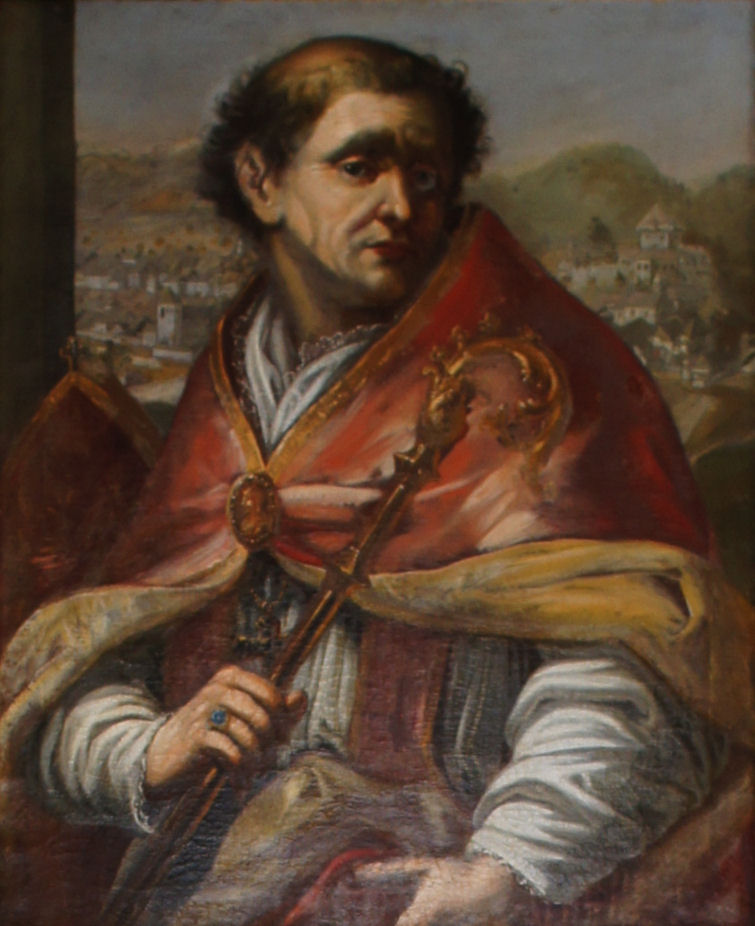
Abraham van Freising

Abraham van Freising was bisschop van Freising vanaf 957 (of 956) tot zijn dood op 7 juni 993 (of 994). Hij bestuurde Beieren onder keizer Otto I als adviseur van de hertogin-weduwe Judith van Beieren en haar zoon Hendrik II van Beieren.  In 974 nam hij deel aan de samenzwering tegen keizer Otto II, die hem in de Abdij van Corvey bij Höxter een tijd lang gevangenhield. Hij werkte in Karinthië aan de kerstening van de Slavische volkeren. Voor de Dombibliotheek van Freising liet hij waardevolle handschriften vervaardigen, verbouwde hij de Noordelijke Toren van de Dom van Freising en verwierf hij voor het bisdom bezittingen in Noord-Italië en Krain.
Abraham wordt in verband gebracht met de belangrijke Freisinger manuscripten, die in het Sloveens opgesteld waren.